# Докьо (дзеркало)

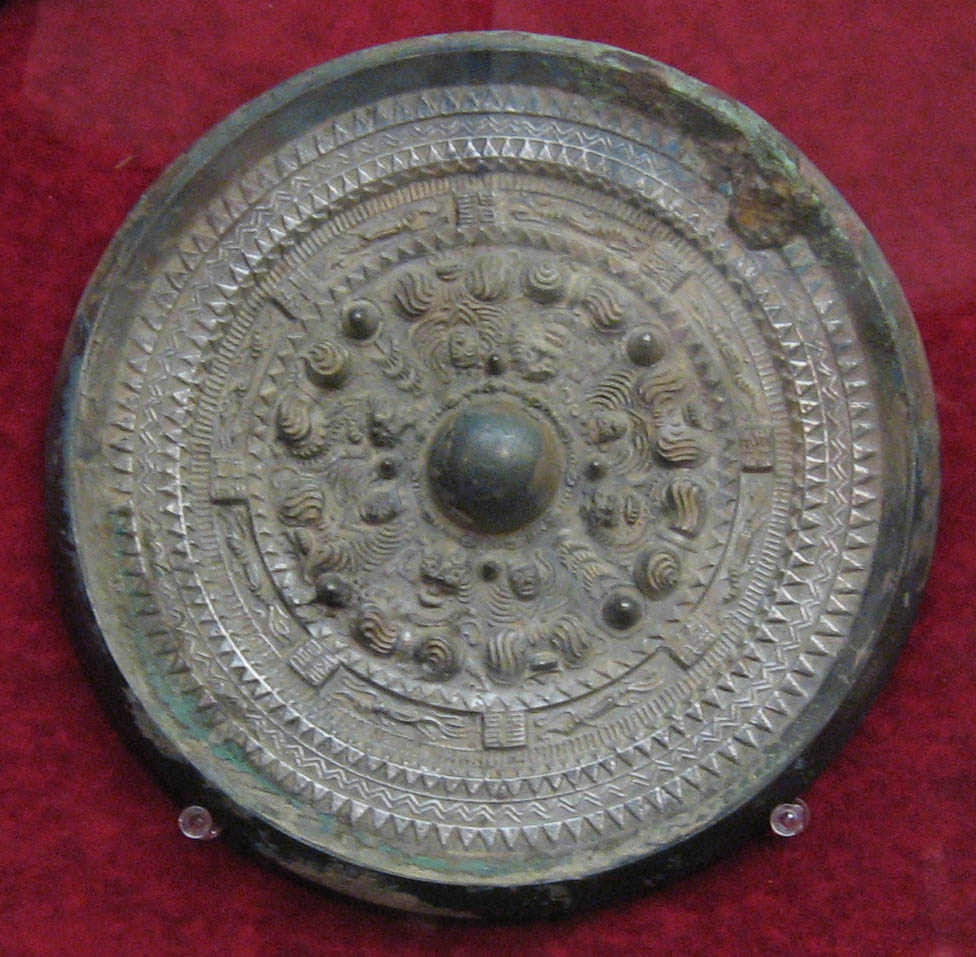
Репліка дзеркала звіриного стилю, із зубчастим візерунком по краях дзеркала (зворотна сторона, з кургану Цубаї-Оцука, префектура Кіото).

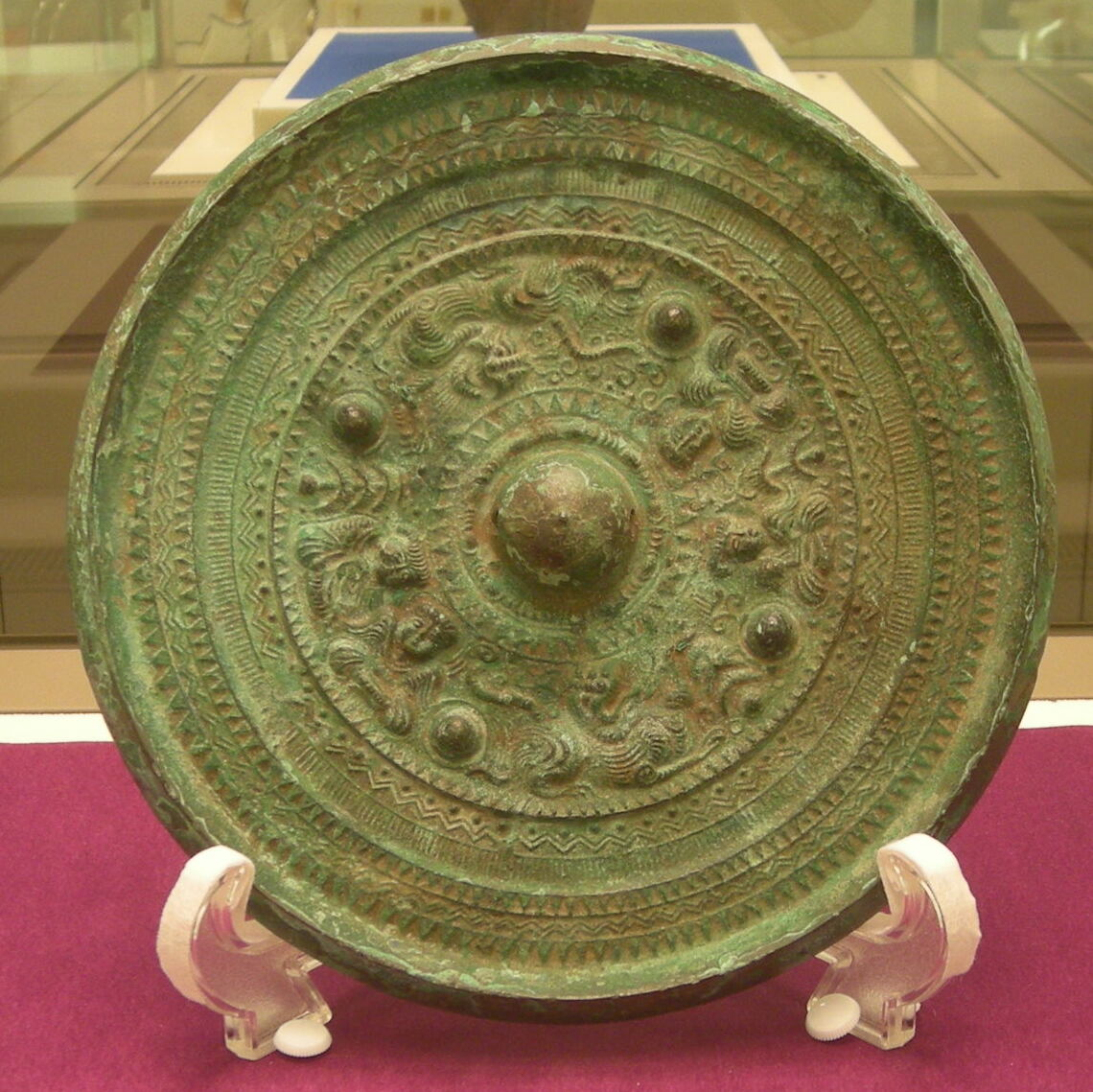
Репліка дзеркала звіриного стилю, із зубчастим візерунком по краях дзеркала ('зворотна сторона, префектура Ґіфу).

Докьо (яп. 銅鏡, "бронзове дзеркало") — різновид бронзового дзеркала у стародавній Японії періодів Яйой і Кофун.

## Короткий опис
Найдавніші бронзові дзеркала з'явилися у 2 тисячолітті до н.е. у цивілізаціях стародавнього сходу. У Східній Азії поява таких дзеркал пов'язується із китайською неолітичною культурою Ціцзя. Бронзові дзеркала виготовлялися в Китаї у обмежених кількостях до середини 1 тисячоліття до н.е. Вважається, що вони використовувалися як сакральні обереги. Наприкінці 1 тисячоліття до н.е. дзеркала стали предметом широкого вжитку, що призвело до їх масового виробництва. Це було спричинено утилізаційною еволюцією, що перетворила дзеркала з магічних атрибутів на атрибут туалету.
До Японії материкові бронзові дзеркала потрапили у наприкінці 1 тисячоліття до н.е. через Корейський півострів. Найстарішим типом цих дзеркал були тонко орнаментовані дзеркала з багатьма ручками-вушками (多鈕細文鏡, татью-саймонкьо), що імпортувалися давніми японцями з Кореї. Цей тип характеризувався наявністю геометричного тонкого орнаменту та декількох круглоподібних русок-вушок на зворотній стороні дзеркала, до яких кріпилися мотузки. Оскільки лицьова сторона таких дзеркал була погано відшліфована і мала нерівності, дослідники вважають, що вони використовувалися як магічні амулети.
З початком 1 століття по Р.Х. до Японського архіпелагу почали завозити дзеркала китайського виробництва. Серед них були вироби Західної Хань (206 до н.е. — 24 по Р.Х.): дзеркала із візерунками "зір і хмар" (星雲鏡, сейункьо) і  дзеркала з прямокутником на звороті, прикрашеним рослинними візерунками (方格草葉文鏡, хокаку-кусабакьо), а також вироби Східної Хань (25 — 220 по Р.Х.): дзеркала з прямокутником на звороті, прикрашеним чотирма божествами світу (方格規矩四神鏡, хокакукіку-сідзінкьо) і дзеркала з візерунком напівсфер, що утворюють квітку (内行花文鏡, найкокамон-кьо).
Більшість таких виробів знаходять по-одинці в урнових керамічних похованнях у північних районах острова Кюсю. Це свідчить про те, що ввезення китайських дзеркал до Японії у період Яйой проводилося саме через північне Кюсю і що в цьому регіоні існував звичай класти дзеркало у могилу покійних, переважно знаті.
У 3 — 4 століттях, у період Кофун, імпорт китайських дзеркал до Японії не припинявся. До старих ханських дзеркал додалися нові вироби династій Вей (220 — 265) і Цзінь (265 — 420). Це були дзеркала звіриного стилю, із зубчастим візерунком по краях дзеркала (三角縁神獣鏡, санкакубуті-сіндзюкьо).
Поряд із Кюсю, центром закупівлі імпортних дзеркал став район Ямато, серцевина однойменної японської держави. Старі дзеркала династій Хань покладалися у землю разом із покійними, а нові — вейські і цзінські — розсилалися від імені яматоських правителів регіональній знаті на знак визнання ними залежності від Ямато.
Виробництво докьо на Японському архіпелазі почалося з копіювання китайських зразків на острові Кюсю. Для цього використовувалися корейські і китайські матриці для відливання дзеркал. Перші японські вироби були поганої якості і малих розмірів. У період Кофун японці відійшли від материкових зразків, заходившись виготовляти бронзові дзеркала оригінальної конструкції і орнаментації. Серед них найвідомішими є так звані дзеркала із дзвіночками (鈴鏡, рейкьо).
У 7 — 8 столітті, завдяки поновленню контактів з Китаєм, імпорт материкових дзеркал та їх виготовлення в Японії було відновлено. Рідкісні вироби поміщалися у імператорську скарбницю Сьосоін, або роздавалися буддистським храмам. Поступово, у зв'язку із поширенням дзеркал у японському суспільстві, вони перетворилися з сакрально-магічних предметів у повсякденну річ туалету.